# 锦江镇 (上高县)
锦江镇，是中华人民共和国江西省宜春市上高县下辖的一个乡镇级行政单位。

## 行政区划
锦江镇下辖以下地区：
万寿宫社区、观音阁社区、锦南村、锦河村、大塘村、凌江村、钟家渡村、新华村、六口村、朱桥村、五里村、团结村、石湖村、斜口村和董丰村。